# Lachnaea axillaris
Lachnaea axillaris är en tibastväxtart som beskrevs av Carl Daniel Friedrich Meisner. Lachnaea axillaris ingår i släktet Lachnaea och familjen tibastväxter. Inga underarter finns listade i Catalogue of Life.